# Waterlooville
Waterlooville – miasto w hrabstwie Hampshire w Anglii, około 13 km na północ od Portsmouth. Miasto jest częścią konurbacji South Hampshire.

## Miasta partnerskie
- Maurepas